# アタ (ミイラ)
アタ (Ata) は、身長15センチメートルのヒトの胎児のミイラに与えられた通称である。アタカマ・ヒューマノイド（英語: Atacama humanoid）とも呼ばれる。このミイラは2003年にチリのアタカマ砂漠のラ・ノリア（La Noria）と呼ばれた捨てられた鉱山町で発見され、そこから「アタ」という略称が付けられた。このミイラはスペインにて個人所有となってきた。このミイラをチリ北部で発見したオースカー・ムーニョース（Oscar Munoz）は後にそれを売りに出し、2013年現在の所有者はスペイン人の実業家ラモン・ナビア=オソリオ（スペイン語: Ramon Navia-Osorio）である。
アタはその風変わりな姿からエイリアンのミイラではないかと一部から言われてきたが、その全ゲノム分析を行なった結果、これは骨形成に関する7個の遺伝子で64の変異を持つ、ヒトの女性の胎児であることが分かった。

## 分析結果
当初このミイラは古いものと思われていたが、どんなに古くとも40年前より先には遡らないと考えられ、また科学的分析が可能なほどDNAがよく残っていることが分かった。このミイラは、異常な形状の頭蓋骨を持ち、本来ならば12対あるはずの肋骨が10対しかなく、尖頭症の兆候がある。前頭縫合が大きく開き手足の骨化が不完全であることから、解剖学者かつ古人類学者のウィリアム・ジャンジャー（英語: William Jungers）は、これは早産されたヒトの胎児であり、生まれる前もしくは直後に死亡したと論じた。スタンフォード大学の遺伝学者ギャリー・ノーラン（英語: Garry P. Nolan）は、予定日より早く流産をさせるような遺伝子異常の組み合わせがあったとの仮説を示し、放射線学者のラルフ・ラークマーン（英語: Ralph Lachman）は、単なる小人症だけではこの胎児に見られる全ての特徴を説明できないと指摘した。
ノーランのDNA解析により、このミイラは B2 mtDNA ハプログループに属することが分かった。ハプログループは遺伝的集団を同定するものであり、それは地球上の特定の地域と明確な関係を持つことがある。このミイラのミトコンドリアDNAに見つかった対立遺伝子と考え合わせると、アタは南アメリカ西部の原住民だと思われる。UFO研究家のスティーブン・グリアは、アタは地球外生命体だとの推測を出していたが、それはミイラのDNA分析とは矛盾する。
2018年にノーランは追加調査の結果を発表し、この胎児には骨の成長に関する珍しい病気があり、小人症、脊柱変形、筋肉と骨の異常に関する遺伝子変異もあると明らかにした。研究チームは骨形成に関する7個の遺伝子で64の変異を同定し、骨の形成に顕著に影響を与えるこれほど多くの遺伝子変異は、これまで報告されたことがないと述べた。